# 愛的奧秘
《愛的奧秘》（英语：Mystery of Love）是在電影《以你的名字呼喚我》（Call Me by Your Name）中演唱的歌曲，被收錄於電影原聲帶。並於2017年12月1日發行單曲。其音樂錄影帶於2018年1月4日發行，在拿坡里國立考古博物館拍攝完成。
該歌曲被喬治亞影評人協會和奧斯卡金像獎提名為最佳原創歌曲獎。

## 概念與發展
《愛的奧秘》由蘇揚·史蒂文斯創作。在一場訪問中，電影導演和製作人盧卡·格達戈尼諾說到他雖然通常會爲自己的電影選擇音樂，但他想透過音樂來找到一個「致電影的情感旁白」。他還希望電影的音樂與艾里歐產生聯繫，艾里歐是一位年輕的鋼琴家，喜歡抄錄及改編鋼琴譜以加深與奧利佛之間的關係。由於史蒂文斯是一位「保守的藝人」，因此格達戈尼諾稱說服他的過程爲挑戰，他最終說服史蒂文斯爲電影創作音樂，並提供劇本和原著小說安德列·艾席蒙的《以你的名字呼喚我》作爲靈感來源。史蒂文斯的靈感還來自與格達戈尼諾關於角色的對話。史蒂文斯在詞曲創作時獲得完全控制，他爲此表示感謝。他還感謝格達戈尼諾願意去相信其他人的創作機會。雖然他只被要求爲《以你的名字呼喚我》起筆一首歌曲，史蒂文斯提供給格達戈尼諾兩首歌曲（《愛的奧秘》和《金色幻象》），而兩首均在電影中使用。

## 曲目
| 數位音樂下載 | 數位音樂下載                                         | 數位音樂下載 |
| 曲序         | 曲目                                                 | 时长         |
| ------------ | ---------------------------------------------------- | ------------ |
| 1.           | Mystery of Love （至《以你的名字呼喚我》電影原聲帶） | 4:27         |

## 榜單成績
| 排行榜（2018年）                 | 最高 排名 |
| -------------------------------- | --------- |
| 法国（法國唱片出版業公會單曲榜） | 44        |
| 匈牙利（四十強單曲榜）           | 34        |
| 葡萄牙（葡萄牙唱片業協會单曲榜） | 93        |
| 蘇格蘭（官方榜单公司單曲榜）     | 67        |
| 美國（《告示牌》Hot Rock Songs） | 13        |

## 外部連結
- YouTube上的Mystery of Love